# Гатчинский государственный университет
Га́тчинский госуда́рственный университе́т — автономное образовательное учреждение высшего профессионального образования в Гатчинском районе Ленинградской области. Институт является ведущим вузом Ленинградской области по направлению «Экономика и управление».
Ректором университета является Туфанов Александр Олегович.
Первым ректором института был доктор экономических наук, профессор, академик Российской академии естественных наук, заслуженный учитель РФ, Авербух Роман Наумович.

## История
Ленинградский областной институт экономики и финансов был образован в 1996 году постановлением Правительства Ленинградской области и финансируется из областного бюджета.
В 2008 году институт был удостоен премии Правительства Ленинградской области по качеству.
2 ноября 2009 года институт получил новое название: АОУ ВПО ЛО «Государственный институт экономики, финансов, права и технологий» (ГИЭФПТ).
13 января 2025 года по инициативе губернатора Ленинградской области А. Дрозденко институт сменил название на ГАОУ ВО ЛО "Гатчинский государственный университет".

## Структура
В институте имеются следующие факультеты:
- Экономический факультет
- Факультет менеджмента, социальной работы и туризма
- Юридический факультет
- Заочный факультет
- Факультет дополнительного образования
- Технический факультет
- Факультет технологии, сервиса и дизайна
- Факультет начального профессионального образования

## Кафедры
- Кафедра бухгалтерского учёта и статистики
- Кафедра государственно-правовых дисциплин
- Кафедра гражданско-правовых дисциплин
- Кафедра социально-правовых и гуманитарных дисциплин
- Кафедра дизайн костюма
- Кафедра информационных технологий, безопасности и права
- Кафедра высшей математики
- Кафедра маркетинга
- Кафедра менеджмента
- Кафедра национальной экономики и организации производства
- Кафедра уголовно-правовых дисциплин
- Кафедра управления социальными и экономическими процессами
- Кафедра финансов и кредита
- Кафедра физической культуры
- Кафедра финансово-правовых дисциплин

## Программы подготовки бакалавров
Обучение ведется по направлениям подготовки высшего профессионального образования (на дневном отделении — 4 года) по направлениям:
- 080100.62 «Экономика»
- 080500.62 «Менеджмент»
- 080700.62 «Бизнес-информатика»

С 2011 года открыты направления обучения: «Социальная работа», «Сервис», «Туризм», «Юриспруденция», «Государственное и муниципальное управление»

## Наука
В институте имеются магистратура (по направлениям «Экономика», «Государственное и муниципальное управление», «Менеджмент», «Юриспруденция») и аспирантура.
Аспирантура при ГГУ (бывш. ГИЭФПТ) является составной частью единой системы непрерывного образования и ступенью послевузовского профессионального образования. Подготовка специалистов осуществляется по специальности 08.00.05 — «Экономика и управление народным хозяйством». В институте действует диссертационный совет. Необходимо отметить участие некоторых преподавателей ГГУ (бывш. ГИЭФПТ) в реализации научных проектов, осуществляемых другими вузами и НИИ Санкт-Петербурга. Результаты научно-исследовательской работы используются преподавателями в учебном процессе при подготовке учебных пособий и сборников практических заданий, разработке и обновлении учебных дисциплин, написании монографий, текстов лекций, а также при выборе направлений диссертационных исследований. Профессорско-преподавательский коллектив вуза ведет разработки для предприятий Ленинградской области, в которых принимают участие также аспиранты и студенты института.

## Адреса
- Основной адрес — город Гатчина, улица Рощинская улица, дом 5
- Технический факультет — город Гатчина, улица Рощинская, дом 3
- Факультет технологии, сервиса и дизайна — город Гатчина, улица Карла Маркса, дом 17
- Факультет промышленного и гражданского строительства — город Гатчина, улица Чкалова, дом 7
- Политехнический факультет — посёлок Сиверский, Заводская улица, дом 7
- Агропромышленный факультет — посёлок Елизаветино, Парковая улица, дом 27